# Plagiochasma beccarianum
Plagiochasma beccarianum là một loài rêu trong họ Aytoniaceae. Loài này được Stephani mô tả khoa học đầu tiên..